# Flyin' Spiderz
Flyin' Spiderz was een Nederlandse band die in 1976 in Eindhoven werd opgericht. In 1977 verscheen The Flyin’ Spiderz , de eerste LP van de punkband. Daarna volgden nog drie LP's: Let It Crawl (1978), Pressure (1979) en Lines Of Lust (1980). 